# Sira Diop
Sakiliba Sissoko, coneguda com a Sira Diop pel cognom de casada (Ségou, 31 de març del 1929 - Bamako, 17 de novembre del 2013), fou una mestra, activista feminista i sindicalista maliana, pionera en la lluita per l'educació de les joves i les dones. El 1958 va presidir la Unió de Dones del Sudan (Sudan francés, actual Mali). Al 1959 va impulsar la creació de la Unió de Dones d'Àfrica Occidental.(1) 

## Biografia
Sakiliba Sissoko nasqué a Ségou, feu de la ètnia bambara, tot i que ella en pertany a la khassonké, majoritària a la zona de Kayes.
Fou la primera dona del Sudan francés (actual Mali) que al 1950 obtingué el certificat de batxiller i la primera guardonada al 1961 en el concurs d'inspectors d'ensenyament primari.
Estudià a l'Escola Normal de Rufisque, oberta al 1938, la primera escola per a mestres que admetia alumnes africanes, a la qual també assistiren la guineana Jeanne Martin Cissé, i Jeanne Gervais, de Costa d'Ivori, que serien ministres després de la independència dels seus països; o la periodista senegalesa Annette Mbaye d'Erneville, l'escriptora Mariama Bâ i altres dones que anys més tard defensaren posicions avantguardistes. En Rufisque, un dels eixos de formació per a les futures professores era el panafricanisme, inculcat per la seua directora Germaine Le Goff amb posicions d'avantguarda sobre Àfrica sense escapar a la mirada contradictòria de la cultura colonitzadora.
Diop va impulsar la lluita pels drets de les dones al seu país i també de totes les dones africanes, animant-les a militar en associacions femenines i en sindicats i ONG. A la fi dels anys 1950, juntament amb Aoua Keïta, fundaren l'Intersindicat de dones treballadores de Sudan (actual Mali) i fou cofundadora i presidenta de la Unió de Dones Treballadores del Sudan (USF) creada al 1958. El 20 de juliol del 1959 va impulsar la creació de la Unió de Dones d'Àfrica Occidental.
Aconseguida la independència de Mali al 1960, entre 1962 i 1965 fou la primera directora del Lycée des jeunes filles (actual Lycée Ba Aminata Diallo), prestigiosa escola de secundària per a xiques; i en el mateix període formà part de la Comissió de reforma de programes d'ensenyament a Mali (1962-1964).
Sira i altres activistes redactaren un Codi de matrimoni, promulgat al 1962. Mali fou el primer estat de l'Àfrica Occidental independent que elaborà una legislació laica del matrimoni: limità l'import del dot, prohibí la repudiació i els matrimonis forçats, i fixà l'edat mínima legal en 15 anys per al matrimoni de les joves.
El 1967 obtingué un certificat de Planificació de l'educació de l'Institut Internacional de la UNESCO.
El 1971 dirigí, en el Ministeri d'Educació, la secció sobre educació de les xiquetes; i del 1976 al 1978 fou directora de la divisió de promoció femenina en la Direcció Nacional d'Alfabetització funcional i de Lingüística aplicada (DNAFLA).
En la dècada dels 1970 col·laborà amb UNESCO, UNICEF i OMS en algunes ocasions. Tot i ser musulmana, va denunciar l'islam fonamentalista que estava envaint Mali: "Mali no és una república islàmica. Estic a favor de l'adopció d'aquest codi, que permetrà que totes les comunitats tinguen una llei comuna", explicà a un diari de Mali durant una entrevista el 2007 sobre el Codi de família.
Es va morir el 17 de novembre del 2013 a Bamako, als 84 anys. Hi fou soterrada amb honors.

## Premis i reconeixements
- Dama de l’Orde Nacional de Mali (1980),
- Oficial de l’Orde Nacional de Mali (1995),
- Comanadora de l’Orde Nacional de Mali (2000),
- Gran oficial de l’Orde Nacional de Mali (2005)

## Documental
El 2010 la realitzadora maliana Fatoumata Coulibaly presentà el documental Sira Diop, le fleuve intarissable (26') sobre la seua personalitat i lluita al costat de les seues companyes de Rufisque per a sensibilitzar les dones.

## Reconeixements pòstums
- El 2017 es va inaugurar la Biblioteca Diop Sira Sissoko a Bamako, en presència de la primera dama Keita Aminata Maiga i grups feministes pels drets de les dones.[10]
- Des de maig del 2019 el centre de maternitat de Kabala es diu Maternitat Sira Diop.[11]